# Minicholepis
Minicholepis è un genere estinto di pesci ossei appartenente agli Actinopterygii e all’ordine Eurynotoidiformes. Visse nel Permiano in quella che è oggi la Russia europea.

## Descrizione
L’unica specie attribuita al genere, Minicholepis primus, è nota esclusivamente da denti fossili caratterizzati da una corona tricuspidata. La cuspide centrale, marcatamente espansa in senso laterale e simile a una lama raschiante, presenta una marcata superficie di usura sul lato labiale, un chiaro indicatore di una modalità alimentare basata sul raschiamento del perifiton. Questo adattamento morfologico suggerisce una dieta da consumatore primario, specializzato nel grattare alghe e microrganismi da substrati duri.

## Contesto sistematico e paleoambientale
Il genere Minicholepis è stato descritto nel 2022 da Bulanov, Minikh e Golubev sulla base di denti isolati ritrovati nel Permiano della Russia europea, presso la località di Ivantsevka, nella regione di Kirov.
Minicholepis appartiene al clade Eurynotoidiformes, un gruppo di attinotterigi permiani diffusi in Eurasia, noti per la loro diversità morfologica e adattamenti ecologici.

## Paleoecologia
Le caratteristiche dentali di Minicholepis mostrano una convergenza evolutiva con le forme più specializzate del genere Isadia, in particolare con Isadia arefievi, in cui la corona dentaria sembra essersi formata dalla fusione di più cuspidi centrali. In M. primus, invece, l’adattamento raschiante è il risultato dell’ingrandimento di una cuspide centrale unica, evolutasi da una configurazione tricuspidata più primitiva.
Questa convergenza tra rami filogenetici distinti degli Eurynotoidiformes suggerisce che il comportamento alimentare basato sul raschiamento si sia evoluto più volte in questo gruppo, a partire almeno dalla fine dello stadio Urzhumiano fino all’inizio dello stadio Severodviniano, durante il Permiano medio.